# Euphranta camelliae
Euphranta camelliae
 es una especie de insecto del género Euphranta de la familia Tephritidae del orden Diptera. 
Ito la describió científicamente por primera vez en el año 1949.